# 因果的封闭性
物理的因果封闭性是一个形而上学的理论，关于physical领域中因果的本质，在形上學和心灵哲学研究中有重要影响。很强的描述是这样的：物理的因果封闭性认为，“所有物理状态都是‘纯粹的’物理结果”（金在权语） ，或者说，“物理结果‘只能’有物理原因”（Agustin Vincente语）。
大部分接受这个理论的人，倾向于接受物理主义观点，即所有实体都存在且是物理实体。正如卡尔·波普尔说道，“物理主义者地原则是物理的封闭性……具有决定性意义的重要性，而且我把它当作是物理主义或唯物主义的原则。”

## 定义
物理的因果封闭性有强和弱两种形式。
强的形式断言，没有任何物理活动有物理领域之外的原因（金在权语）。 也就是说，断言对于所有物理事件，除物理原因之外的所有原因都不存在。
弱的形式断言，“所有物理事件都有物理原因。”（Barbara Montero语） 或者，“所有物理的结果都有物理上充足的原因。”（Agustin Vincente语） 或者，“如果我们跟踪物理时间的因果来源，我们需要永远不走出物理领域。”（金在权语） 弱的物理因果封闭性和因果完全性是同义词， 即“所有物理结果都有充足的物理原因”。 也就是说，弱形式允许，在物理原因之外，增加一些可能不是物理性质的，但能造成物理结果的原因。
还原论的概念补充了物理的因果封闭性，认为所有事件都可以最终地还原到物理事件。在这些情况下，心灵事件是物理事件的子集和结果。

## 批评
物理因果的封闭性，其有效性一直遭到质疑。 当代，有人指出科学扎根于通过调查剔除主观的东西，寻找客观的东西。以观察者的身份，第三人称的视角，有些哲学家认为是永远不能验证主观问题的（例如意识和自由意志）。 还有批评认为，由Hodgson的讨论，科学自己不能支撑物理因果的封闭性。 还有哲学家批判了这一论证，即支持目的論和基于灵魂的心物关系来论证物理因果的封闭性。